# Uppåkra

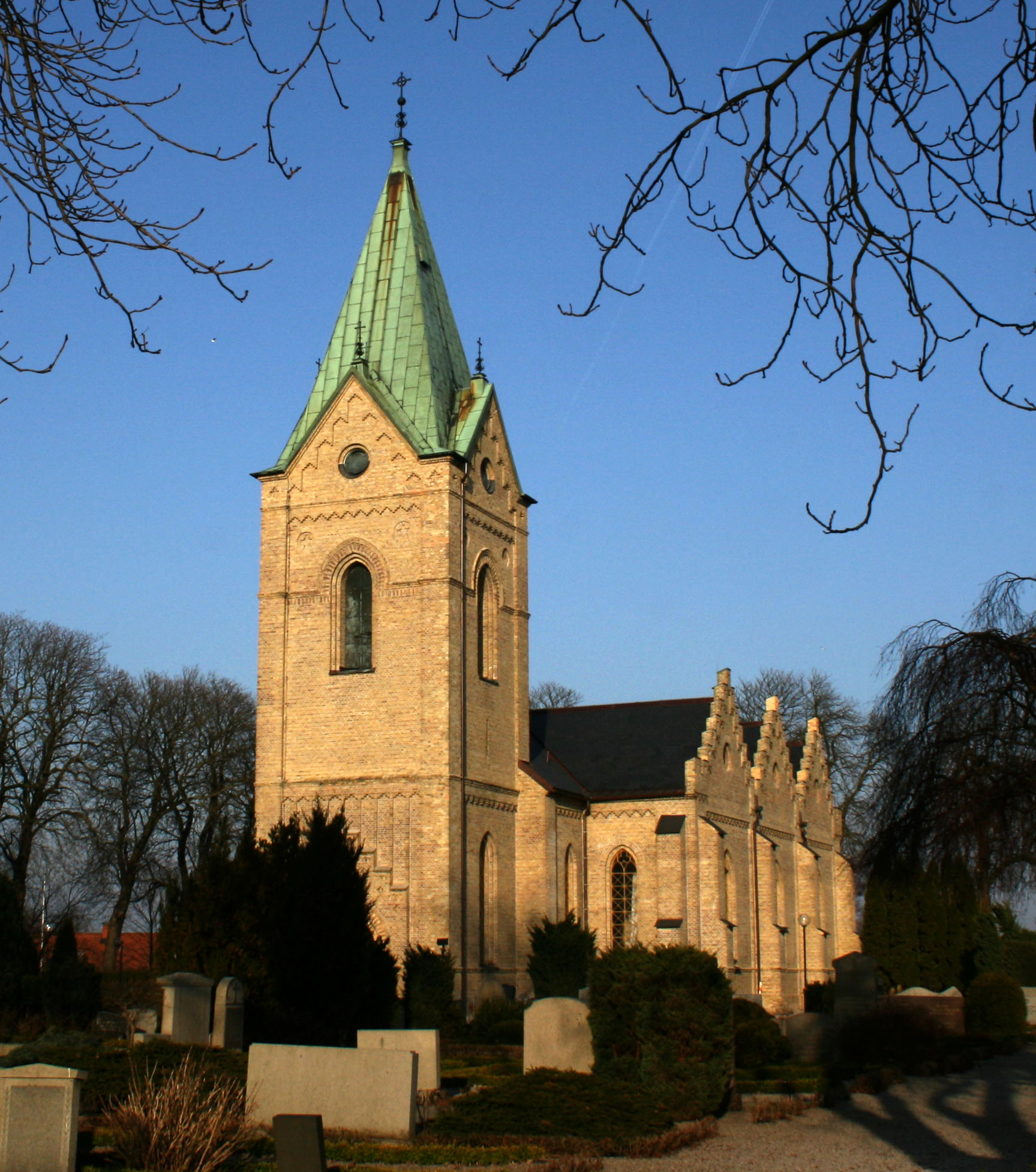
A igreja de Uppåkra

Uppåkra é uma antiga vila localizada a cinco quilómetros a sul de Lund no condado de Skåne, Suécia. 

## História
Uppåkra situava-se na antiga estrada que ligava as cidades de Trelleborg e Helsimburgo. A sua fundação data do século I a.C., tendo ganho importância no século V. Pensa-se que os governantes da vila teriam grande influência na zona oeste da Escânia (nas terras ao longo da estrada Trelleborg-Helsimburgo), conhecida por possuir planícies muito férteis.
Após um incêndio, possivelmente provocado pelos noruegueses na sequência das lutas pelo poder durante o processo de unificação da Dinamarca, Uppåkra foi relocalizada para o local onde hoje se situa Lund, por volta de 990. Assim, Uppåkra é tida como a povoação precursora de Lund.
Escavações arqueológicas efectuadas numa zona de cerca de 0,4 km², especialmente após 1996, mostraram Uppåkra como sendo o local de maior riqueza na Escandinávia no período entre a Idade do Ferro e a Era Viquingue. Durante vários séculos, possivelmente durante todo o primeiro milénio, Uppåkra foi um local de poder político e religioso.
Hoje em dia, Uppåkra é uma pequena vila com 181 habitantes (segundo os censos de 2000), com o nome oficial de Bergströmshusen.